# Elecciones presidenciales de Venezuela de 1864
Las elecciones presidenciales de Venezuela de 1864, se realizaron el 1 de octubre para elegir al presidente para el periodo constitucional de 1865-1869, donde resultó electo Juan Crisóstomo Falcón.

## Antecedentes
Finalizada la Guerra federal y firmada el Tratado de Coche, se convocó a una Asamblea Constituyente en La Victoria, la misma nombra al general Juan Crisóstomo Falcón y lo designa el 17 de junio de 1863 presidente provisional, hasta que se redactará la nueva constitución federal del país. El 24 de diciembre del mismo año fue ratificado por la Asamblea Federal como presidente provisional juramentándose el 21 de enero de 1864.
La Constitución de los Estados Unidos de Venezuela de 1864 fue sancionada el 28 de marzo de 1864 en la ciudad de Caracas por la Asamblea Constituyente de la Federación, promulgada en Coro por el entonces presidente Juan Crisóstomo Falcón el 13 de abril de 1864 y refrendada por los ministros el 22 de abril de dicho año.

## Elección
Una vez realizada la constitución, se procedió a la convocatoria a elecciones presidenciales las cuales se realizaron en octubre de 1864, sin mayores sorpresas fue elegido Juan Crisóstomo Falcón como presidente constitucional para el periodo 1865-1869 y ratificado como tal por el Congreso el 18 de marzo de 1865.

## Consecuencias
Finalizadas las elecciones, el presidente Falcón gobernó en medio de un clima de discordia y de malestar social. También cabe destacar su renuencia en residir en Caracas, a la vez de relegar en varias ocasiones la presidencia a sus designados, siendo particularmente destacado Antonio Guzmán Blanco y su fuerte influencia en el Gobierno Federal. El mandato de Falcón estaba pautado finalizar en 1869, pero la posterior revolución que lo siguió le impidió completar dicho periodo debido a su renuncia.